# Graphe partitionnable
En théorie des graphes, un graphe partitionnable, est un type particulier de graphe.

## Définitions

### Partition d'un entier
Soit {\displaystyle n} un entier strictement positif, une partition de {\displaystyle n} est une suite d’entiers {\displaystyle (s_{1},\ldots ,s_{m})} telle que :
- {\displaystyle m\geq 1}
- {\displaystyle \forall i\in \left\{1,...,m\right\},s_{i}>0}
- {\displaystyle s_{1}+\ldots +s_{m}=n}

### k-partition d'un entier
Une {\displaystyle k}-partition de {\displaystyle n} est une partition de {\displaystyle n} possédant {\displaystyle k} éléments.

### S-partition d'un graphe
Soit {\displaystyle G=(V,E)} un graphe simple où :
- {\displaystyle V} est l'ensemble non vide des sommets de G.
- {\displaystyle E} est l'ensemble des arêtes de G, c'est-à-dire un sous-ensemble de l'ensemble des parties à deux éléments de {\displaystyle V}.

Soit {\displaystyle S=(s_{1},\ldots ,s_{m})} une partition de {\displaystyle |V|} (le nombre de sommets du graphe G).
{\displaystyle G} est dit admettre une {\displaystyle S}-partition s'il existe une partition {\displaystyle P(S)=\left\{V_{i}:i\in \left\{1,...,m\right\}\right\}} de {\displaystyle V} telle que :
- {\displaystyle \forall i\in \left\{1,...,m\right\},|V_{i}|=s_{i}}
- {\displaystyle \forall i\in \left\{1,...,m\right\},G[V_{i}]} est un graphe connexe.

L'ensemble {\displaystyle P(S)} est alors dit être une partition de {\displaystyle G} induite par {\displaystyle S}.

### Graphe partitionnable
Un graphe {\displaystyle G=(V,E)} est dit partitionnable s'il admet une {\displaystyle S}-partition pour toute partition {\displaystyle S} de {\displaystyle |V|}.

### Graphek-partitionnable
Un graphe {\displaystyle G} est dit {\displaystyle k}-partitionnable s'il admet une {\displaystyle S}-partition pour toute {\displaystyle k}-partition {\displaystyle S} de {\displaystyle |V|}.

## Exemples

### k-partition den
- Une {\displaystyle 2}-partition de {\displaystyle 5} est {\displaystyle (3,2)}.
- Une {\displaystyle 4}-partition de {\displaystyle 10} est {\displaystyle (1,4,1,4)}.
- Une {\displaystyle 7}-partition de {\displaystyle 22} est {\displaystyle (2,2,3,1,3,8,3)}.

### S-partition deG

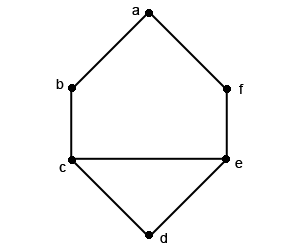

Soit le graphe {\displaystyle G=(V,E)} tel que :
- {\displaystyle V=\left\{a,b,c,d,e,f\right\}}
- {\displaystyle E=\left\{\left\{a,b\right\},\left\{b,c\right\},\left\{c,d\right\},\left\{d,e\right\},\left\{e,f\right\},\left\{f,a\right\},\left\{c,e\right\}\right\}}

représenté ci-dessous par :
{\displaystyle |V|=6}. {\displaystyle G} admet 3 partitions de 6 possibles : {\displaystyle (1,1,4)}, {\displaystyle (1,2,3)} et {\displaystyle (2,2,2)} (en considérant que l'ordre des différentes suites n'a pas d'importance).
Ces trois partitions de l'entier 6 peuvent être appliquées respectivement pour partager le graphe {\displaystyle G} comme ceci :

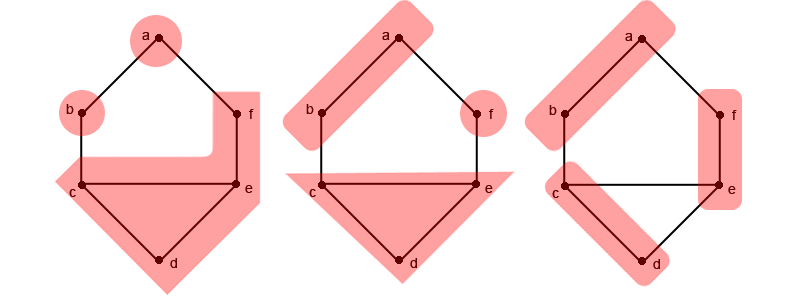

Il existe bien d'autres façons d'appliquer ces 3 partitions sur ce graphe. Le schéma ci-dessus est une des représentations possibles.